# Liste von Werken der Bibliothek der Kirchenväter
Dies ist eine Liste von Werken der Bibliothek der Kirchenväter (BKV).

## A
Alexander von Alexandrien (†328)
Absetzung des Arius
Umlaufschreiben (Epistula encyclica)
Ambrosius von Mailand (340–397)
Über den Tod seines Bruders Satyrus (De excessu fratris Satyri)
Über die Jungfräulichkeit (De virginitae)
Über die Wittwen (De viduis)
Über die Buße (De paenitentia)
Über die Mysterien (De mysteriis)
Trauerrede auf Kaiser Theodosius d. Gr. (De obitu Theodosii oratio)
Über die Jungfrauen (De virginibus ad Marcellinam sororem libri tres)
Von den Pflichten der Kirchendiener (De Officiis)
Die Flucht vor der Welt (De fuga saeculi)
Exameron
Der Tod ein Gut (De bono mortis)
Lukaskommentar (mit Ausschluss der Leidensgeschichte)
Apokryphe Literatur
Oden Salomos

Apologeten, Frühchristliche
Apologetikum (Apologeticum) Tertullian († um 220)
Apologie Aristides v. Athen (2. Jhd.)
Über die Auferstehung der Toten (De Resurrectione) Athenagoras (2. Jhd.)
Bittschrift für die Christen (Apologia pro Christiana) Athenagoras (2. Jhd.)
Brief an Diognet Diognet (2. Jhd. ?)
Rede an die Bekenner des Griechentums (Oratio ad Graecos) Tatian (2. Jhd.)
Octavius Minucius Felix (um 200)
An Autolykus (Ad Autolycum) Theophilus von Antiochien († um 183)
Verspottung der nichtchristlichen Philosophen (Gentilium philosophorum irrisio) Hermias der Philosoph (um 200)
Vom Irrtum der heidnischen Religionen (De errore profanarum religionum) Julius Firmicus Maternus (um 346)
Erste Apologie Justin der Märtyrer († um 165)
Zweite Apologie Justin der Märtyrer († um 165)

Apostolische Väter
Barnabasbrief Barnabas
Die sieben Briefe des Ignatius von Antiochien Ignatius von Antiochien
Zweiter Brief des Klemens an die Korinther
Der Brief des Polykarp von Smyrna an die Gemeinde von Philippi
Der Hirte des Hermas Hermas
Didache oder die Apostellehre Kirchenordnungen
Erster Brief des Klemens an die Korinther Clemens von Rom
Aristides v. Athen (2. Jhd.)
Apologie Apologeten, Frühchristliche

Armenische Väter
Beschreibung des Lebens und Sterbens des hl. Lehrers Mesrop Koriun (um 450)
Ausgewählte Reden aus dem Hatschachapatum
Reden und Lehren zum Nutzen der Zuhörer. Mesrop († 440)
Erklärung des Vaterunsers Elische Wardapet († 480)
Homilie über die Auferweckung des Lazarus Mambre Verzanogh (5. Jhd.)
Worte der Ermahnung über die Einsiedler Elische Wardapet († 480)
Wider die Irrlehren (De Deo) Eznik v. Kolb (5. Jhd.)
Reden des (Katholikos) Johannes Mandakuni Johannes Mandakuni († 499)
Arnobius major (um 303–305)
Gegen die Heiden (Adversus Nationes)
Athanasius (295–373)
Brief an den Bischof und Bekenner Adelphius (Epistula ad Adelphium)
Brief an den Bruder Serapion. (Epistula ad Serapionem de morte Arii)
Brief an den Philosophen Maximus (Epistula ad Maximum philosophum)
Brief an die Bischöfe in Afrika (Epistula ad Afros episcopos)
Brief an die Einsiedler
Des hl. Athanasius Brief an Marcellinus über die Erklärung der Psalmen (Epistula ad Marcellinum)
Des hl. Athanasius Erklärung der Psalmen (Expositiones in Psalmos)
Erzählung der Flucht des heil. Athanasius unter dem Kaiser Julianus, an den Bischof Ammonius und Andere (Narratio Athanasii in Epistula Ammonis)
Rundschreiben an die Bischöfe Ägyptens und Libyens (Epistula ad episcopos Aegypti et Libyae)
Abhandlung über die Synoden zu Rimini in Italien, und zu Seleucia in Isaurien. (De synodis Arimini et Seleuciae in Isauria)
Über die Beschlüsse der Synode von Nizäa (De decretis Nicaenae synodi)
Über die Menschwerdung des Logos und dessen leibliche Erscheinung unter uns (De incarnatione Verbi)
Brief an den Einsiedler Amun. (Epistula ad Amun)
Brief an den Kaiser Jovianus (Epistula ad Iovianum imperatorem)
Brief an den Priester Palladius. (Epistula ad Palladium)
Brief an den Rufinianus (Epistula ad Rufinianum)
Brief an die Priester Johannes und Antiochus. (Epistula ad Iohannem et Antiochum presbyteros)
Brief an Epiktet (Epistula ad Epictetum)
Briefe des heil. Athanasius an Orsisius, Abt von Tabenna (Epistulae ad Orsisium)
Des hl. Athanasius Schutzschrift an Kaiser Constantius (Apologia ad Constantium)
Ein Bruchstück aus dem neununddreißigsten Festbriefe des heil. Athanasius.
Gegen die Heiden (Contra Gentes)
Geschichte der Arianer. (Historia Arianorum)
Rechtfertigung wegen seiner Entweichung (Apologia de fuga sua )
Schreiben an die Antiochier (Tomus ad Antiochenos)
Vier Briefe an Serapion v. Thmuis (Epistulae ad Serapion)
Vier Reden gegen die Arianer (Orationes contra Arianos)
Abhandlung über die Worte: „Mir sind alle Dinge von meinem Vater übergeben worden.“ (In illud: »Omnia mihi tradita sunt«)
Des hl. Athanasius Schutzschrift gegen die Arianer (Apologia contra Arianos [seu Apologia secunda])
Umlaufschreiben des heiligen Athanasius, Bischofs von Alexandrien. (Epistula encyclica)
Vertheidigung der Lehre des heiligen Dionysius von Alexandrien. (De sententia Dionysii)
Unseres heiligen Vaters Athanasius, Erzbischofes von Alexandrien, Brief an den Dracontius (Epistula ad Dracontium)
Darstellung des Glaubens.
Leben des heiligen Antonius (Vita Antonii)
Athenagoras (2. Jhd.)
Über die Auferstehung der Toten (De Resurrectione) Apologeten, Frühchristliche
Bittschrift für die Christen (Apologia pro Christiana) Apologeten, Frühchristliche
Augustinus (354–430)
Fünfzehn Bücher über die Dreieinigkeit (De Trinitate)
Vier Bücher über das Symbolum an die Katechumenen (Sermo de Symbolo; Buch 2–4 ist von Quodvultdeus)
Ausgewählte Briefe (Erster Teil)
Enchiridion oder Buch vom Glauben, von der Hoffnung und von der Liebe (De fide, spe et caritate)
Vier Bücher über die christliche Lehre (De doctrina christiana)
Vom ersten katechetischen Unterricht (De catechizandis rudibus)
Vom Glauben und von den Werken (De fide et operibus)
Vorträge über das Johannes-Evangelium (Tractatus in Iohannis Euangelium)
Zweiundzwanzig Bücher über den Gottesstaat
Bekenntnisse (Confessiones)

## B
Barnabas
Barnabasbrief Apostolische Väter
Basilius von Cäsarea († 379)
Drei vorläufige ascetische Unterweisungen
55 ausführliche Regeln in Frage und Antworten (Regulae fusius tractatae)
Homilien über das Hexaemeron (Homiliae in Hexaemeron)
Mahnwort an die Jugend über den nützlichen Gebrauch der heidnischen Literatur (Ad adolescentes)
Ausgewählte Predigten
313 kurzgefasste Vorschriften (Regulae brevius tractatae)
Ausgewählte Briefe
Benedikt (480–547 ?)
Die Regel des hl. Benedikt (Regula Benedicti)
Boethius (†524/26?)
Trost der Philosophie
Bonifacius I., Papa 418–422
Briefe Papstbriefe

## C
Cassian († 430/35)
Sieben Bücher über die Menschwerdung Christi (De incarnatione Domini contra Nestorium)
Vierundzwanzig Unterredungen mit den Vätern (Collationes patrum)
Von den Einrichtungen der Klöster (De institutis coenobiorum et de octo principalium vitiorum remediis)
Cölestinus I., Papa 422–432
Briefe Papstbriefe
Chrysostomus († 407)
Homilien über die Buße (De paenitentia homiliae)
Erster Brief an Theodor (Ad Theodorum lapsum I)
Homilien über die Bildsäulen (Ad populum Antiochenum homiliae I–XXI [De statuis])
Briefe an Olympias und Papst Innocentius
Reden
Vom jungfräulichen Stande (De virginitate)
Über das Priestertum (De sacerdotio libri I–VI)
Kommentar zum Evangelium des hl. Matthäus (In Matthaeum homiliae I–XC)
Homilien über den ersten Brief an die Korinther
Homilien über den zweiten Brief an die Korinther
Kommentar zu den Briefen des hl. Paulus an die Galater (In epistulam ad Galatas commentarius)
Kommentar zu den Briefen des hl. Paulus an die Epheser (In epistulam ad Ephesios commentarius)
Kommentar zum Briefe des hl. Paulus an die Römer (In epistula ad Romanos commentarius)
Homilien über den I. Thessalonicher-Brief
Homilien über den II. Thessalonicher-Brief
Homilien über den I. Brief an Timotheus
Homilien über den Brief an Titus
Homilien über den II. Brief an Timotheus
Homilien über den Brief an Philemon
Homilien über den Brief an die Hebräer
Kommentar zum Briefe des hl. Paulus an die Kolosser (In epistulam ad Colossenses commentarius)
Kommentar zum Briefe des hl. Paulus an die Philipper (In epistulam ad Philippenses)
Clemens von Alexandrien († vor 215/16)
Paidagogos (Paedagogus)
Welcher Reiche wird gerettet werden? (Quis dives salvetur?)
Mahnrede an die Heiden (Protrepticus)
Teppiche (Stromateis).
Clemens von Rom
Erster Brief des Klemens an die Korinther Apostolische Väter
Cyprian von Karthago († 258)
An Fortunatus (Ad Fortunatum, Vorrede und Leitsätze)
An Demetrianus (Ad Demetrianum)
An Donatus (Ad Donatum)
An Quirinus: Drei Bücher Schriftbeweise (Testimoniorum libri tres ad Quirinum; Vorrede und Leitsätze)
Über das Gebet des Herrn (De dominica oratione)
Über die Einheit der katholischen Kirche (De catholicae ecclesiae unitate)
Über die Haltung der Jungfrauen (De habitu virginum)
Über die Sterblichkeit (De mortalitate)
Über Eifersucht und Neid (De zelo et livore)
Die Äußerungen der 87 Bischöfe über die Notwendigkeit der Ketzertaufe (Sententiae episcoporum numero LXXXVII de haereticis baptizandis; Einleitung und Schlusswort Cyprians)
Vom Segen der Geduld (De bono patientiae)
Über die Gefallenen (De lapsis)
Über gute Werke und Almosen (De opere et eleemosynis)
Briefe
Leben des Cäcilius Cyprianus von Diakon Pontius (Vita Caecilii Cypriani) Pontius Diaconus (um 260)
Cyrill von Jerusalem († 387)
Katechesen an die Täuflinge (Procatechesis et Catecheses ad illuminandos)
Mystagogische Katechesen an die Neugetauften (catecheses mystagogicae)
Cyrillus von Alexandrien († 444)
Über die Menschwerdung des Eingeborenen (De incarnarione unigeniti)
Gegen diejenigen, welche nicht zugeben wollen, dass die heilige Jungfrau Gottesgebärerin ist [Alte Version] (Adversus nolentes confiteri sanctam virginem esse Deiparam)
Dass Christus einer ist (Quod unus sit Christus)
Über Den Rechten Glauben an den Kaiser (De recta fide ad imperatorem)
Drei ökumenische Briefe
Erklärung des nizänischen Glaubensbekenntnisses
Gegen diejenigen, welche nicht zugeben wollen, dass die heilige Jungfrau Gottesgebärerin ist (Adversus nolentes confiteri sanctam virginem esse Deiparam)
Sieben Gespräche über die heilige und wesensgleiche Dreieinigkeit (De sancta Trinitate dialogi VII)

## D
Diognet (2. Jhd. ?)
Brief an Diognet Apologeten, Frühchristliche
Dionysius Areopagita (Pseudonym, geschrieben vor 476)
Schriften über „Göttliche Namen“ (De divinis nominibus)
Himmlische Hierarchie (De caelesti hierarchia)
Kirchliche Hierarchie (De ecclesiastica hierarchia)
Über die mystische Theologie (De mystica theologia)
10 Briefe (Epistulae): vier Briefe an den Mönch Gaius, ein Brief an den Diakon Dorotheus, ein Brief an den Presbyter Sopater, ein Brief an Bischof Polykarp, ein Brief an den Mönch Demophilus, ein Brief an Bischof Titus, ein Brief an den Theologen Johannes

## E
Elische Wardapet († 480)
Erklärung des Vaterunsers Armenische Väter
Worte der Ermahnung über die Einsiedler Armenische Väter
Ephräm d. Syrer († 373)
Das Leben des heiligen Ephraem des Syrers (Vita)
Rede über die Verklärung Christi
Vier Lieder über Julian den Apostaten
Ausgewählte nisibenische Hymnen (Carmina Nisibena)
Hymnen gegen die Irrlehren (Hymnen contra haereses)
Rede über den Propheten Jonas und die Buße der Niniviten. (Jonas 3,2. 3.)
Rede über die Auferweckung des Lazarus (Joh. 11, 43.)
Drei Reden über den Glauben
Rede über den Text: „der Sünder werde hinweggenommen, damit er Gottes Herrlichkeit nicht schaue!“ (Js. 26,10.)
Ausgewählte Gesänge über die Geburt unseres Heilands.
Ausgewählte Gesänge gegen die Grübler über die Glaubensgeheimnisse
Erklärung des Evangeliums
Rede über den Text: „alles ist Eitelkeit und Geistesplage!“ (Pred 1,14.)
Rede über die Gottesfurcht und den jüngsten Tag
Proben katholischer Polemik aus des hl. Ephräm Reden gegen die Ketzer.
Rede über den Text: „Wehe uns, dass wir gesündigt haben!“ (Klagel. 5,16.)
Auswahl ascetischer Abhandlungen über die christliche Tugend und Vollkommenheit.
Epiphanius v. Salamis († 403)
Anakephalaiosis (Auszug aus dem Panarion)
Der Festgeankerte (Ancoratus)
Gegen die Antidikomarianiten (Panarion Haer. 78.)
Eusebius von Cäsarea († um 340)
Brief des Eusebius von Cäsarea an seine Diöcesanen. (Epistula ad Ecclesiam Caesariensem)
Über die Märtyrer in Palästina (De martyribus palaestinae).
Kirchengeschichte (Historia Ecclesiastica)
Vier Bücher über das Leben des Kaisers Konstantin und des Kaisers Konstantin Rede an die Versammlung der Heiligen (Vita Constantini et Oratio ad coetum sanctorum)
Eznik v. Kolb (5. Jhd.)
Wider die Irrlehren (De Deo) Armenische Väter

## F
Fulgentius von Ruspe (467–533)
Ausgewählte Predigten
Fulgentius von Diakon Ferrandus von Karthago (Vita Fulgentii)
Vom Glauben an Petrus (De fide ad Petrum)

## G
Gerontius (geschrieben um 440)
Das Leben der heiligen Melania (Vita Melaniae) Melania (†439)
Gregor der Erleuchter
Heilsame Reden und Lehren
Gregor der Große († 604)
Vier Bücher Dialoge (Dialogi de vita et miraculis patrum Italicorum)
Ausgewählte Briefe Papstbriefe
Buch der Pastoralregel (Liber regulae pastoralis)
Gregor v. Nazianz († 390)
Reden
Gregor v. Nyssa (†394)
Abhandlung über die Ausstattung des Menschen (De opificio hominis)
Das Gebet des Herrn
Lebensbeschreibung seiner Schwester Makrina (Vita Macrinae)
Acht Homilien über die acht Seligkeiten
Ausgewählte Reden
Gespräch mit Makrina über Seele und Auferstehung (Dialogus de anima et resurrectione)
Große Katechese (Oratio catechetica magna)
Gregorius Thaumaturgus († 270–75)
Sendschreiben kirchlicher Verordnungen (Epistula canonica)
Lobrede auf Origenes (In Origenem oratio panegyrica)
Glaubenserklärung (Symbolum)

## H
Hermas
Der Hirte des Hermas Apostolische Väter
Hermias (um 200)
Verspottung der nichtchristlichen Philosophen (Gentilium philosophorum irrisio) Apologeten, Frühchristliche
Hieronymus († 420)
An den Presbyter Riparius
Briefe
Auf den Tod Fabiolas; an Oceanus. (Epistula 77)
Über den Psalm 91
Über den Psalm 95
Über den Tod Paulinas; an Pammachius (Epistula 66)
Über die beständige Jungfrauschaft Mariens (Adversus Helvidius de perpetua virginitate b. Mariae)
Über Isaias VI, 1–7
Das Leben der hl. Witwe Paula, Einsiedlerin zu Bethlehem (Epistula 108)
Gegen Vigilantius (Contra Vigilantium)
Homilie über die Geburt des Herrn
Zur Erinnerung an die Witwe Marcella, an die Jungfrau Principia. (Epistula 127)
Leben und Gefangenschaft des Mönches Malchus (Vita Malchi)
Leben des hl. Einsiedlers Hilarion (Vita Hilarii)
Leben des hl. Paulus, des ersten Einsiedlers (Vita Pauli)
Dialog gegen die Pelagianer (Dialogi contra Pelagianos libri III)
Hilarius von Poitiers († 367)
Der Brief an seine Tochter.
Erstes Schreiben des heiligen Hilarius an Konstantius Augustus.
Gegen die Arianer, oder gegen Auxentius von Mailand
Morgengesang (Lucis largitor splendite)
Abhandlungen über die Psalmen.
Kommentar zum Evangelium des Matthäus
Schreiben des heiligen Hilarius gegen den Kaiser Konstantius
Zweites Schreiben des heiligen Hilarius an Konstantius Augustus.
Über die Synoden oder über den Glauben der Orientalen.
Zwölf Bücher über die Dreieinigkeit (De Trinitate)
Hippolytus von Rom († um 235)
Canones (Canones Hippolyti) Kirchenordnungen (übersetzt von Valentin Gröne)
Das Buch über Christus und den Antichrist (De Christo et Antichristo) (übersetzt von Valentin Gröne)
Widerlegung aller Häresien (Refutatio omnium haeresium)

## I
Ignatius von Antiochien
Die sieben Briefe des Ignatius von Antiochien Apostolische Väter
Innocentius, Papa 402–417
Briefe Papstbriefe
Irenäus († um 200)
Gegen die Häresien (Adversus Haereses)
Erweis der apostolischen Verkündigung (Demonstratio apostolicae praedicationis)

## J
Johannes Mandakuni († 499)
Reden des (Katholikos) Johannes Mandakuni Armenische Väter
Johannes von Damaskus († 750)
Genaue Darlegung des orthodoxen Glaubens (Expositio fidei)
Julius Firmicus Maternus (um 346)
Vom Irrtum der heidnischen Religionen (De errore profanarum religionum) Apologeten, Frühchristliche
Justin der Märtyrer († um 165)
Erste Apologie Apologeten, Frühchristliche
Dialog mit dem Juden Trypho (Dialogus cum Tryphone)
Zweite Apologie Apologeten, Frühchristliche

## K
Kirchenordnungen
Apostolische Konstitutionen und Kanones (Constitutiones Apostolorum)
Das achte Buch der Apostolischen Konstitutionen Liturgien, Griechische
Canones (Canones Hippolyti) Hippolytus von Rom († um 235)
Didache oder die Apostellehre Apostolische Väter
Koriun (um 450)
Beschreibung des Lebens und Sterbens des hl. Lehrers Mesrop Armenische Väter

## L
Laktanz († nach 317)
Auszug aus den göttlichen Unterweisungen (Epitome divinarum institutionum).
Gottes Schöpfung (De opificio Dei)
Von den Todesarten der Verfolger (De mortibus persecutorum)
Vom Zorne Gottes (De ira dei)
Leo der Große († 461)
Sämtliche Sermone (Sermones)
Leo I., Papa 440–461 (Leo der Große)
Die (echten) Briefe v. J. 440–450 Papstbriefe

Liturgien, Griechische
Die Messe der vorgeheiligten Elemente
Die griechische Markusliturgie
Das achte Buch der Apostolischen Konstitutionen Kirchenordnungen
Die griechische Jakobusliturgie
Messe des liturgischen Papyrus (saec. II)
Die griechische Basiliusliturgie
Das Euchologium des Serapion
Die griechische Chrysostomusliturgie

## M
Symeon von Mesopotamien, Pseudonym: Makarios (4. Jhd.)
Fünfzig geistliche Homilien
Zwei Briefe
Mambre Verzanogh (5. Jhd.)
Homilie über die Auferweckung des Lazarus Armenische Väter
Märtyrerakten
Martyrium des Hl. Polykarp
Das Leiden des Scilitanischen Märtyrer
Martyrium des Heiligen Karpus, Papylus und Agathonike
Martyrium des Hl. Apollonius
Martyrium des Hl. Justin und seiner Genossen
Die Akten der Hl. Perpetua und Felizitas
Ausgewählte Akten persischer Märtyrer
Die prokonsularischen Akten des Hl. Cyprian
Die Akten des Hl. Pionius und seiner Genossen
Mönchsleben, Ostsyrisches
Nützliche Geschichten etc. von Mönchen des Klosters Bet 'Abe. Verfasst vom hl. Mar Thomas
Regeln des Klosters des Mar Abraham auf dem Izalâ
Melania (†439)
Das Leben der heiligen Melania (Vita Melaniae) Gerontius (geschrieben um 440)
Mesrop († 440)
Ausgewählte Reden aus dem Hatschachapatum
Reden und Lehren zum Nutzen der Zuhörer. Armenische Väter
Methodius von Olympus († 312)
Gastmahl oder Die Jungfräulichkeit (Symposion seu convivium virginum)
Minucius Felix (um 200)
Octavius Apologeten, Frühchristliche

## O
Origenes († 253/54)
Über die Grundlehren der Glaubenswissenschaft (De principiis)
Ermahnung zum Martyrium (Exhortatio ad martyrium)
Gegen Celsus (Contra Celsum)
Vom Gebet (De oratione)

## P
Pachomius († 346/7)
Leben des heiligen Pachomius (Vita Pachomii)
Palladius von Helenopolis († vor 431)
Leben der Väter (Historia Lausiaca)

Papstbriefe
Ausgewählte Briefe Gregor der Große († 604)
Echte und unechte Papstbriefe 1 (42–309)
Echte und unechte Papstbriefe 2 (310–401)
Die (echten) Briefe v. J. 440–450 Leo I., Papa 440–461 (Leo der Große)
Briefe Sixtus III., Papa 432–440
Briefe Innocentius, Papa 402–417
Briefe Zosimus, Papa 417–418
Briefe Bonifacius I., Papa 418–422
Briefe Cölestinus I., Papa 422–432
Petrus Chrysologus († 450)
Ausgewählte Predigten
Pontius Diaconus (um 260)
Leben des Cäcilius Cyprianus von Diakon Pontius (Vita Caecilii Cypriani) Cyprian von Karthago († 258)

## R
Rufin von Aquileia (345–411/412)
Kommentar zum apostolischen Glaubensbekenntnis (Expositio Symboli)

## S
Salvianus von Massilia († nach 480)
Briefe
Des Timotheus vier Bücher an die Kirche (Ad ecclesiam)
Von der Weltregierung Gottes (De gubernatione Dei)
Sixtus III., Papa 432–440
Briefe Papstbriefe
Sulpicius Severus (um 420)
Drei Briefe (Epistulae; über den hl. Martinus)
Drei Dialoge (Dialogi; über den hl. Martinus)
Leben des hl. Bekennerbischofs Martinus von Tours (Vita sancti Martini)
Synesios von Kyrene
Aegyptische Erzählungen über die Vorsehung
Syrische Dichter
Ausgewählte Schriften des Isaak v. Antiochien
Ausgewählte Gedichte des Baläus
Ausgewählte Gedichte des Jakob v. Batnä in Sarug
Sämtliche Gedichte des Cyrillonas

## T
Tatian (2. Jhd.)
Rede an die Bekenner des Griechentums (Oratio ad Graecos) Apologeten, Frühchristliche
Tertullian († um 220)
Über die Ehrbarkeit (De pudicitia)
An die Märtyrer (Ad martyras)
An Scapula (Ad Scapulam)
Apologetikum (Apologeticum) Apologeten, Frühchristliche
Arznei gegen Skorpionstich (Scorpiace)
Über das Fasten, gegen die Psychiker (De ieiunio adversus psychicos)
Über das Gebet (De oratione)
Über das Pallium oder den Philosophenmantel (De pallio)
Über den Götzendienst (De Idololatria)
Über den weiblichen Putz (De cultu feminarum)
Über die Aufforderung zur Keuschheit (De exhortatione castitatis)
Über die Buße (De paenitentia)
Über die einmalige Ehe (De monogamia)
Über die Geduld (De patientia)
Über die Schauspiele (De spectaculis)
Über die Taufe (De baptismo)
Das Zeugnis der Seele (De testimonio animae)
Die zwei Bücher an seine Frau (Ad uxorem)
Gegen die Juden (Adversus Iudaeos)
Vom Kranze des Soldaten (De corona militis)
Über die Monogamie. (De monogamia)
Die Prozesseinreden gegen die Häretiker (De praescriptione haereticorum)
Gegen Hermogenes. (Adversus Hermogenes)
Über die Seele. (De anima)
Über die Verschleierung der Jungfrauen. (De virginibus velandis)
Über das Fliehen in der Verfolgung. (De fuga in persecutione)
Die fünf Bücher gegen Marcion. (Adversus Marcionem)
Über die Auferstehung des Fleisches. (De resurrectione carnis)
Gegen die Valentinianer. (Adversus Valentinianos)
Gegen Praxeas. (Adversus Praxeas)
Über den Leib Christi. (De carne Christi)
Theodoret von Cyrus († 466)
Kirchengeschichte (Historia ecclesiastica)
Mönchsgeschichte (Historia Religiosa)
Theophilus von Antiochien († um 183)
An Autolykus (Ad Autolycum) Apologeten, Frühchristliche
Thomas von Aquin (1225–1274)
Summe der Theologie

## V
Vinzenz v. Lerin († vor 450)
Commonitorium

## Z
Zeno von Verona (um 370)
Traktate (Predigten und Ansprachen)
Zosimos (um 500)
Neue Geschichte (Historia nea)
Zosimus, Papa 417–418
Briefe Papstbriefe